# Časopis společnosti vlastenského Museum v Čechách
Časopis společnosti vlastenského Museum v Čechách (v původním pravopisu Časopis společnosti wlastenského Museum w Čechách), zkráceně Čas. společn. wlasten. Mus., byl odborný časopis českého (národního) musea.

## Historie
Časopis byl založen historikem Františkem Palackým v roce 1827 při Společnosti Vlasteneckého musea v Čechách, předchůdkyni dnešního Národního muzea. V letech 1827–1830 vycházel pod názvem Časopis společnosti wlastenského Museum w Čechách.  Roku 1831 byl přejmenován na Časopis českého Museum, roku 1854 na Časopis českého musea a v témže roce na Časopis Musea království Českého a konečně roku 1923 na Časopis Národního musea. Roku 1965 byl název upraven podle nových pravidel českého pravopisu na Časopis Národního muzea. Pod tímto titulem vychází dodnes, a je tak nejdéle vycházejícím českým časopisem vůbec. Vzhledem k dlouhému a časem proměnlivému názvu byl v odborném slangu už od dob obrození označován jako Musejník nebo Muzejník.
Od roku 1853 vycházel v deseti ročnících s přílohou přírodovědného časopisu Živa, založeného Janem Evangelistou Purkyněm. Poté se Živa osamostatnila.